# TLC: Tables, Ladders & Chairs (2010)
TLC: Tables, Ladders & Chairs (2010) — щорічне pay-per-view шоу «TLC», що проводиться федерацією реслінгу WWE. Концепція шоу полягає в використанні столів, сходів і стільців під час поєдинків. PPV відбулося 19 грудня 2010 року у Тойота-центр в місті Х'юстон, штат Техас, США. Це було друге шоу в історії «TLC». Вісім матчів відбулися під час шоу та ще один перед показом.